# Найденово
На́йденово (болг. Найденово) — село в Старозагорській області Болгарії. Входить до складу общини Братя-Даскалові.

## Населення
За даними перепису населення 2011 року у селі проживали 140 осіб.
Національний склад населення села:
| Національність   | Кількість осіб | Відсоток |
| ---------------- | -------------- | -------- |
| болгари          | 120            | 85,7%    |
| цигани           | 18             | 12,9%    |
| Всього відповіли | 140            |          |

Розподіл населення за віком у 2011 році:
Динаміка населення: